# Галантичі
Галантичі (словен. Galantiči) — поселення в общині Копер, Регіон Обално-крашка, Словенія. Висота над рівнем моря: 330,2 м.